# Liste der olympischen Medaillengewinner aus Venezuela
Das Comité Olímpico Venezolano wurde 1935 vom Internationalen Olympischen Komitee aufgenommen.

## Medaillenbilanz
Bislang konnten 18 Sportler aus Venezuela 19 olympische Medaillen erringen (3 × Gold, 7 × Silber und 9 × Bronze).
| Venezuela bei den Olympischen Sommerspielen                                     | Venezuela bei den Olympischen Sommerspielen | Venezuela bei den Olympischen Sommerspielen | Venezuela bei den Olympischen Sommerspielen | Venezuela bei den Olympischen Sommerspielen | Venezuela bei den Olympischen Sommerspielen |      | Venezuela bei den Olympischen Winterspielen | Venezuela bei den Olympischen Winterspielen | Venezuela bei den Olympischen Winterspielen | Venezuela bei den Olympischen Winterspielen | Venezuela bei den Olympischen Winterspielen | Venezuela bei den Olympischen Winterspielen |
| Jahr                                                                            | Gold                                        | Silber                                      | Bronze                                      | Gesamt                                      | Rang                                        | Jahr | Gold                                        | Silber                                      | Bronze                                      | Gesamt                                      | Rang                                        |                                             |
| 1948                                                                            | 0                                           | 0                                           | 0                                           | 0                                           |                                             |      | 1948                                        | –                                           | –                                           | –                                           | –                                           | –                                           |
| 1952                                                                            | 0                                           | 0                                           | 1                                           | 1                                           | 40                                          |      | 1952                                        | –                                           | –                                           | –                                           | –                                           | –                                           |
| 1956                                                                            | 0                                           | 0                                           | 0                                           | 0                                           |                                             |      | 1956                                        | –                                           | –                                           | –                                           | –                                           | –                                           |
| 1960                                                                            | 0                                           | 0                                           | 1                                           | 1                                           | 41                                          |      | 1960                                        | –                                           | –                                           | –                                           | –                                           | –                                           |
| 1964                                                                            | 0                                           | 0                                           | 0                                           | 0                                           |                                             |      | 1964                                        | –                                           | –                                           | –                                           | –                                           | –                                           |
| 1968                                                                            | 1                                           | 0                                           | 0                                           | 1                                           | 24                                          |      | 1968                                        | –                                           | –                                           | –                                           | –                                           | –                                           |
| 1972                                                                            | 0                                           | 0                                           | 0                                           | 0                                           |                                             |      | 1972                                        | –                                           | –                                           | –                                           | –                                           | –                                           |
| 1976                                                                            | 0                                           | 1                                           | 0                                           | 1                                           | 34                                          |      | 1976                                        | –                                           | –                                           | –                                           | –                                           | –                                           |
| 1980                                                                            | 0                                           | 1                                           | 0                                           | 1                                           | 32                                          |      | 1980                                        | –                                           | –                                           | –                                           | –                                           | –                                           |
| 1984                                                                            | 0                                           | 0                                           | 3                                           | 3                                           | 40                                          |      | 1984                                        | –                                           | –                                           | –                                           | –                                           | –                                           |
| 1988                                                                            | 0                                           | 0                                           | 0                                           | 0                                           |                                             |      | 1988                                        | –                                           | –                                           | –                                           | –                                           | –                                           |
| 1992                                                                            | 0                                           | 0                                           | 0                                           | 0                                           |                                             |      | 1992                                        | –                                           | –                                           | –                                           | –                                           | –                                           |
| 1996                                                                            | 0                                           | 0                                           | 0                                           | 0                                           |                                             |      | 1994                                        | –                                           | –                                           | –                                           | –                                           | –                                           |
| 2000                                                                            | 0                                           | 0                                           | 0                                           | 0                                           |                                             |      | 1998                                        | 0                                           | 0                                           | 0                                           | 0                                           |                                             |
| 2004                                                                            | 0                                           | 0                                           | 2                                           | 2                                           | 68                                          |      | 2002                                        | 0                                           | 0                                           | 0                                           | 0                                           |                                             |
| 2008                                                                            | 0                                           | 0                                           | 1                                           | 1                                           | 81                                          |      | 2006                                        | 0                                           | 0                                           | 0                                           | 0                                           |                                             |
| 2012                                                                            | 1                                           | 0                                           | 0                                           | 1                                           | 50                                          |      | 2010                                        | –                                           | –                                           | –                                           | –                                           | –                                           |
| 2016                                                                            | 0                                           | 2                                           | 1                                           | 3                                           | 62                                          |      | 2014                                        | 0                                           | 0                                           | 0                                           | 0                                           |                                             |
| 2020                                                                            | 1                                           | 3                                           | 0                                           | 4                                           | 46                                          |      | 2018                                        | –                                           | –                                           | –                                           | –                                           | –                                           |
| 2024                                                                            | 0                                           | 0                                           | 0                                           | 0                                           |                                             |      | 2022                                        | –                                           | –                                           | –                                           | –                                           | –                                           |
| Gesamt                                                                          | 3                                           | 7                                           | 9                                           | 19                                          |                                             |      | Gesamt                                      | 0                                           | 0                                           | 0                                           | 0                                           |                                             |
| \| \| Gold \| Silber \| Bronze \| Gesamt \| \| Ges. S+W \| 3 \| 7 \| 9 \| 19 \| |                                             |                                             |                                             |                                             |                                             |      |                                             |                                             |                                             |                                             |                                             |                                             |
|                                                                                 | Gold                                        | Silber                                      | Bronze                                      | Gesamt                                      |                                             |      |                                             |                                             |                                             |                                             |                                             |                                             |
| Ges. S+W                                                                        | 3                                           | 7                                           | 9                                           | 19                                          |                                             |      |                                             |                                             |                                             |                                             |                                             |                                             |

## Medaillengewinner
| Name                | Sportart       | Jahr / Disziplin                             | Gold | Silber | Bronze | Gesamt |
| ------------------- | -------------- | -------------------------------------------- | ---- | ------ | ------ | ------ |
| Marcelino Bolívar   | Boxen          | 1984 Los Angeles Halbfliegengewicht, Männer  | –    | –      | 1      | 1      |
| Adriana Carmona     | Taekwondo      | 2004 Athen Schwergewicht, Frauen             | –    | –      | 1      | 1      |
| Omar Catarí         | Boxen          | 1984 Los Angeles Federgewicht, Männer        | –    | –      | 1      | 1      |
| Dalia Contreras     | Taekwondo      | 2008 Peking Fliegengewicht, Frauen           | –    | –      | 1      | 1      |
| Daniel Dhers        | Radsport       | 2020 Tokio BMX Freestyle, Männer             | –    | 1      | –      | 1      |
| Asnoldo Devonish    | Leichtathletik | 1952 Helsinki Dreisprung, Männer             | –    | –      | 1      | 1      |
| Yoel Finol          | Boxen          | 2016 Rio de Janeiro Fliegengewicht, Männer   | –    | 1      | –      | 1      |
| Enrico Forcella     | Schießen       | 1960 Rom Kleinkaliber liegend, Männer        | –    | –      | 1      | 1      |
| Pedro Gamarro       | Boxen          | 1976 Montreal Weltergewicht, Männer          | –    | 1      | –      | 1      |
| Stefany Hernández   | Radsport       | 2016 Rio de Janeiro BMX, Frauen              | –    | –      | 1      | 1      |
| Rubén Limardo       | Fechten        | 2012 London Degen Einzel, Männer             | 1    | –      | –      | 1      |
| Julio Mayora        | Gewichtheben   | 2020 Tokio Leichtgewicht, Männer             | –    | 1      | –      | 1      |
| Bernardo Pinango    | Boxen          | 1980 Moskau Bantamgewicht, Männer            | –    | 1      | –      | 1      |
| Francisco Rodríguez | Boxen          | 1968 Mexiko-Stadt Halbfliegengewicht, Männer | 1    | –      | –      | 1      |
| Yulimar Rojas       | Leichtathletik | 2016 Rio de Janeiro Dreisprung, Frauen       | –    | 1      | –      | 2      |
| Yulimar Rojas       | Leichtathletik | 2020 Tokio Dreisprung, Frauen                | 1    | –      | –      | 2      |
| Israel José Rubio   | Gewichtheben   | 2004 Athen Federgewicht, Männer              | –    | –      | 1      | 1      |
| Keydomar Vallenilla | Gewichtheben   | 2020 Tokio Mittelschwergewicht, Männer       | –    | 1      | –      | 1      |
| Rafael Vidal        | Schwimmen      | 1984 Los Angeles 200 m Schmetterling, Männer | –    | –      | 1      | 1      |